# Osmond Ezinwa
Osmond Ezinwa (né le 22 novembre 1971) est un ancien athlète nigérian, spécialiste du sprint. C'est le frère jumeau de Davidson Ezinwa (plus jeune de quelques minutes).
Ses meilleures performances sont :
- 100 m : 	10 s 05 (+1.50) 	Milan 	07/09/1996
- 200 m : 	20 s 56 	(0.00) 	Saint-Denis 	02/06/1997
- 60 m en salle : 	6 s 52 		Chemnitz 	23/01/1998

Il détient toujours le record d'Afrique du 4 x 100 m, obtenu avec son frère jumeau.